# Breda (ragno)
Breda Peckham & Peckham, 1894 è un genere di ragni appartenente alla famiglia Salticidae.

## Distribuzione
Delle 14 specie oggi note di questo genere ben 11 sono diffuse in America meridionale e due a Panama; la sola B. jovialis è stata rinvenuta in Australia e in Tasmania.

## Tassonomia
Considerato un sinonimo anteriore di Bredops Mello-Leitão, 1944, Oserictops Mello-Leitão, 1941 e Thianioides Mello-Leitão, 1941 da due lavori dell'aracnologa Galiano del 1980 e del 1981.
A dicembre 2020, si compone di 13 specie:
- Breda akypueruna Ruiz & Brescovit, 2013  — Brasile
- Breda apicalis Simon, 1901 — Brasile
- Breda bicruciata (Mello-Leitão, 1943) — Brasile
- Breda bistriata (C. L. Koch, 1846) — Brasile
- Breda lubomirskii (Taczanowski, 1878) — Perù
- Breda milvina (C. L. Koch, 1846)[2] — Panama, Trinidad, Brasile
- Breda modesta (Taczanowski, 1878)  — Peru, Brasile, Guyana, Paraguay, Argentina
- Breda nanica Ruiz & Brescovit, 2013  — Brasile
- Breda notata Chickering, 1946 — Panama
- Breda oserictops (Mello-Leitão, 1941) — Argentina
- Breda paraensis Ruiz & Brescovit, 2013 —
- Breda tristis Mello-Leitão, 1944 — Argentina
- Breda variolosa Simon, 1901 — Brasile

### Specie trasferite
- Breda furcifera Schenkel, 1953; trasferita al genere Cotinusa[1].
- Breda lambdasignata Bösenberg & Strand, 1906; trasferita al genere Pseudicius[1].
- Breda punctata (Peckham & Peckham, 1894); trasferita al genere Metacyrba[1].
- Breda secta Mello-Leitão, 1944; trasferita al genere Hyetussa[1].